# Белба
Белба (фр. Bellebat) насеље је и општина у југозападној Француској у региону Аквитанија, у департману Жиронда која припада префектури Лангон.
По подацима из 2011. године у општини је живело 238 становника, а густина насељености је износила 48,87 становника/km². Општина се простире на површини од 4,87 km². Налази се на средњој надморској висини од 70 метара (максималној 117 m, а минималној 51 m).

## Демографија
| 1962. | 1968. | 1975. | 1982. | 1990. | 1999. | 2011. |
| ----- | ----- | ----- | ----- | ----- | ----- | ----- |
| 77    | 98    | 89    | 122   | 134   | 143   | 238   |

График промене броја становника у току последњих година